# Fyraåringseliten för ston
Fyraåringseliten för ston är ett årligt travlopp för 4-åriga varmblodiga ston som körs på Solvalla i Stockholm. Loppet går av stapeln under samma tävlingsdag som Elitloppet i maj varje år. Loppet körs över sprinterdistansen 1640 meter med autostart. Förstapris (sedan 2018) är 500 000 kronor, vilket gör loppet till ett av de större fyraåringsloppen för ston i Sverige. Loppet är ett Grupp 2-lopp, det vill säga ett lopp av näst högsta internationella klass.

## Vinnare
| År   | Häst               | Kusk                  | Tränare               | Tid    | Odds  |
| ---- | ------------------ | --------------------- | --------------------- | ------ | ----- |
| 2025 | Allegiant          | Örjan Kihlström       | Daniel Redén          | 1.09,4 | 1,33  |
| 2024 | Ester Degli Dei    | Robin Bakker          | Paul J. Hagoort       | 1.09,5 | 2,83  |
| 2023 | Jazzy Perrine      | Björn Goop            | Tomas Malmqvist       | 1.09,0 | 3,82  |
| 2022 | Imhatra Am         | Mats E. Djuse         | Stefan Melander       | 1.10,9 | 4,62  |
| 2021 | Kali Smart         | Adrian Kolgjini       | Adrian Kolgjini       | 1.09,8 | 29,35 |
| 2020 | Golden Tricks      | Örjan Kihlström       | Daniel Redén          | 1.11,0 | 5,91  |
| 2019 | Zalie Gar          | Rene Legati           | Alessandro Gocciadoro | 1.10,8 | 3,85  |
| 2018 | Virginia Grif      | Alessandro Gocciadoro | Alessandro Gocciadoro | 1.10,5 | 2,16  |
| 2017 | Umaticaya          | Alessandro Gocciadoro | Alessandro Gocciadoro | 1.10,2 | 3,58  |
| 2016 | Wild Honey         | Örjan Kihlström       | Daniel Redén          | 1.10,9 | 1,66  |
| 2015 | Billie de Montfort | Éric Raffin           | Sébastien Guarato     | 1.10,7 | 1,44  |
| 2014 | The Divine Miss F. | Johnny Takter         | Helena Burman         | 1.10,4 | 4,81  |
| 2013 | Delicious U.S.     | Daniel Redén          | Daniel Redén          | 1.10,7 | 3,55  |
| 2012 | Miss Sue V.        | Daniel Redén          | Daniel Redén          | 1.11,8 | 4,31  |
| 2011 | Trinite des Vals   | Éric Raffin           | Yves Jean Le Bezvoet  | 1.10,5 | 4,09  |
| 2010 | Pebbly             | Björn Goop            | Olle Goop             | 1.12,9 | 7,29  |
| 2009 | Royale de Crepon   | Dominiek Locqueneux   | Jean Michael Ruault   | 1.11,9 | 1,90  |
| 2008 | Skully Gully       | Antti Teivainen       | Marko Korpi           | 1.11,2 | 5,89  |